# Drosophila funebris
Drosophila funebris es una especie de mosca de la fruta. Fue originalmente descrito por Johan Christian Fabricius en 1787, y clasificada en el género Musca. Posteriormente se clasificó como especie tipo del género parafilético Drosophila.